# Nour Heikal
Nour Heikal , née le 29 septembre 2003 à Alexandrie, est une joueuse professionnelle de squash représentant l'Égypte. Elle atteint, en juin 2025, la 45e place mondiale sur le circuit international, son meilleur classement.

## Biographie
Elle se fait remarquer lors du Monte-Carlo Squash Classic 2022 lorsqu'elle élimine deux têtes de série avant d'échouer en demi-finale face à la no 1 française, Mélissa Alves,,.

## Palmarès

### Finales
- Cape Town Squash Open 2024